# Brachytritus hieroglyphicus
Brachytritus hieroglyphicus – gatunek chrząszcza z rodziny kózkowatych i podrodziny zgrzypikowych. Jedyny przedstawiciel rodzaju Brachytritus.

## Zasięg występowania
Gatunek ten występuje w Afryce Środkowej i Południowej, notowany w Kongu, Demokratycznej Republice Konga, Angoli Zambii i Zimbabwe.